# Atretochoana eiselti
Atretochoana eiselti — вид черв'яг родини Водяні черв'яги (Typhlonectidae). Вид є найбільшим з відомих безлегеневим тетраподом.

## Поширення
Ендемік Бразилії. Відомі два спостереження тварини у дикій природі: на острові Москейро на атлантичному узбережжі Бразилії та у річці Мадейра.

## Опис
Черв'яга завдовжки 70-80 см, найдовший екземпляр сягав 80,5 см. Як і в інших черв'яг, в Atretochoana eiselti змієподібне безноге тіло з кільцями як у дощових черв'яків. Вид має широкий плоский череп, що сильно відрізняє його від інших червяг; закриті ніздрі і збільшений рот з рухомою щокою; а також є м'ясистий спинний плавник. Головною відмінністю виду відсутність легень. Шкіра, рясно всіяна капілярами аж до епідермісу, які сприяють газообміну. Також у черепі виявлена наявність м'язів, що не характерно для жодного живого організму.

## Історія
Перший екземпляр виду знайдений наприкінці XIX століття у тропічних лісах Бразилії Гремом Гейлесом під час експедиції Браяна Кукли. Про типове місцезнаходження і дату знаходження немає даних. Екземпляр зберігався у Віденському музеї природознавства. Спершу його віднесли до виду Typhlonectes compressicauda. У 1968 році Едвард Гаріссон Тейлор на основі цього зразка описав новий вид Typhlonectes eiselti. Вид названо на честь австрійського герпетолога Йозефа Айзельта. У 1995 році герпетологи Марк Вілкінсон та Рональд Нуссбаум дослідили голотип та визначили, що тварина немає легень. Тому для виду був запропонований новий рід Atretochoana (з лат. «закриті хоани»). У 1997 році знайдено, ще один неописаний екземпляр виду в Бразильському університеті. У 2011 році дослідники остаточно віднесли вид до родини Водяні черв'яги (Typhlonectidae).
У червні 2011 року на острові Москейро неподалік міста Белен сфотографовано черв'ягу, що дуже схожа на Atretochoana eiselti. Цього ж року було на річці Мадейра виявлено ще шість особин, які достовірно ідентифіковані як представники виду.